# South La Paloma (Texas)
South La Paloma es un lugar designado por el censo ubicado en el condado de Jim Wells en el estado estadounidense de Texas. En el Censo de 2010 tenía una población de 345 habitantes y una densidad poblacional de 91,74 personas por km².

## Geografía
South La Paloma se encuentra ubicado en las coordenadas 27°53′41″N 97°58′7″O / 27.89472, -97.96861. Según la Oficina del Censo de los Estados Unidos, South La Paloma tiene una superficie total de 3.76 km², de la cual 3.76 km² corresponden a tierra firme y (0%) 0 km² es agua.

## Demografía
Según el censo de 2010, había 345 personas residiendo en South La Paloma. La densidad de población era de 91,74 hab./km². De los 345 habitantes, South La Paloma estaba compuesto por el 87.83% blancos, el 0% eran afroamericanos, el 0% eran amerindios, el 0% eran asiáticos, el 0% eran isleños del Pacífico, el 10.72% eran de otras razas y el 1.45% pertenecían a dos o más razas. Del total de la población el 53.33% eran hispanos o latinos de cualquier raza.